# Hadena aurantia
Hadena aurantia är en fjärilsart som beskrevs av Edward Alfred Cockayne 1952.
Hadena aurantia ingår i släktet Hadena och familjen nattflyn. Inga underarter finns listade i Catalogue of Life.